# 카게마

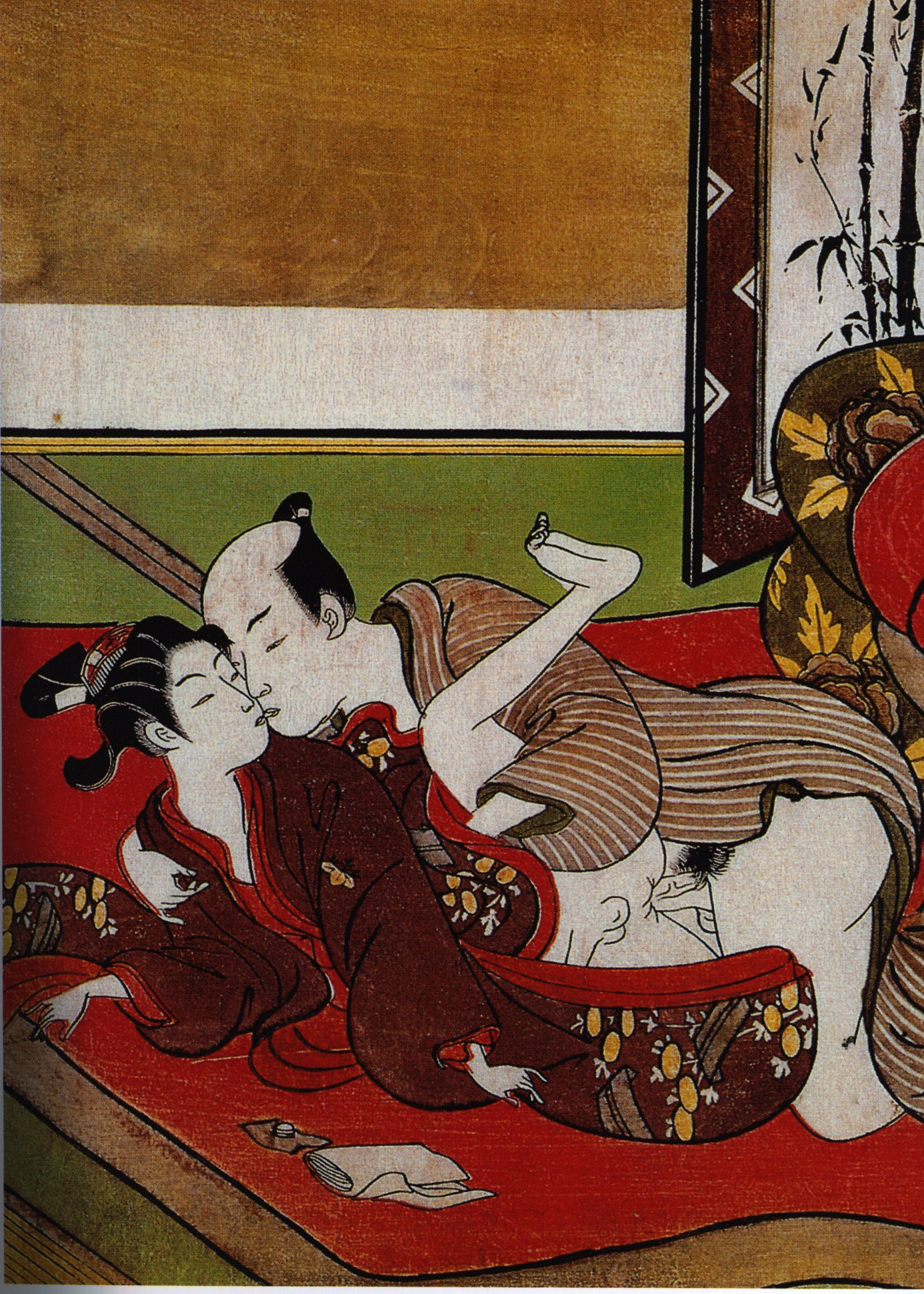
카게마와 성교를 그린 춘화 (스즈키 하루노부作)

카게마(일본어: 陰間 かげま[*])는 에도 시대에 찻집 등에서 손님을 상대로 남색을 판 남창의 총칭이다. 특히 세는 나이 13~14세에서 20세 무렵의 미소년에 의한 매색을 이렇게 불렀다. 카게마는 남성 상대가 주를 이루었지만, 여자도 손님으로 받는 경우가 있었다. 세는 나이로 20세가 되면 소년으로서는 내리막길이고, 그 후로는 궁중(쇼군,다이묘가) 하녀나 과부, 상가의 유부녀를 상대했다.

## 같이 보기
- 소년애